# Порівняння дозиметрів і радіометрів
Порівняння дозиметрів і радіометрів.

## Виробники дозиметрів і радіометрів
| Торгова марка  | Виробник                           | Країна виробник | Рік заснування |
| -------------- | ---------------------------------- | --------------- | -------------- |
| Екотест        | «Спаринг-Віст Центр», Львів        | Україна         | 1996           |
| Прип'ять       | ВАТ «Меридіан» ім. С. П. Корольова | Україна         | 1953           |
| НВП «Тетра»    | НВП «Тетра»                        | Україна         | 2009           |
| GQ Electronics |                                    | США             | 2010           |
| MIRA Safety    | «СОЭКС»                            | Росія           | —              |
| Radex          | «КВАРТА-РАД» (Quarta)              | Росія           | 1990           |
| RadiaScan      | РадиаСкан                          | Росія           | 2013           |
| SOEKS          | «СОЭКС»                            | Росія           | 2008           |

## Моделі дозиметрів і радіометрів
| Модель              | Фото | Торгова марка  | Датчик          | Нотатки |
| ------------------- | ---- | -------------- | --------------- | ------- |
| Терра-П             |      | Екотест        | ГМ (СБМ-20-1)   | [ 3 ]   |
| РКС-20.03 «Припять» |      | Припять        | 2 × ГМ (СБМ-20) |         |
| МКС-03Д «Стриж»     |      | НВП «Тетра»    | ГМ (Бета-1)     |         |
| GQ GMC-320+ V5      |      | GQ Electronics | ГМ (M4011)      |         |
| GQ GMC-500          |      | GQ Electronics | 2 × ГМ          |         |
| RD1503+             |      | Radex          | ГМ (СБМ-20-1)   |         |
| РадиаСкан 701А      |      | RadiaScan      | ГМ (Бета-1-1)   | [ 10 ]  |
| СОЭКС 01М           |      | SOEKS          | ГМ              |         |